# Kalat (stato)
Il Khanato di Kalat (detto anche Stato di Kalat) fu uno stato principesco del subcontinente indiano, avente per capitale la città di Kalat.

## Storia
Il Khanato di Kalāt venne fondato nel 1666 quando il primo Walī riuscì a strappare questi territori dal governo dell'Impero moghul. Raggiunse poi l'apice del suo splendore durante il regno di Mīr Nuri Naṣīr Khān Aḥmedzai Baloch I, che unificò l'intera regione del Kalāt sotto la sua bandiera. I territori controllati dallo Stato fluttuavano da secoli tra differenti tribù in conflitto, ma la completa stabilizzazione avvenne solo con i trattati sottoscritti con l'agente britannico Robert Sandeman sul finire del XIX secolo. Parti dello Stato a nord e a nord-est vennero ceduti alla provincia del Belucistan.
Dal 15 agosto 1947 al 27 marzo 1948, la regione fu de facto indipendente, prima di entrare a far parte del Pakistan il 27 marzo 1948. Il 3 ottobre 1952 fu formata l'Unione degli Stati del Belucistan con altri tre Stati confinanti. Il Khanato di Kalāt cessò di esistere il 14 ottobre, quando fu costituita la provincia del Pakistan occidentale.

## Governanti
I governanti di Kalāt ebbero il titolo di Walī, ma nel 1739 ottennero il titolo di Begler Begi (Bey dei Bey) Khan (spesso veniva utilizzato solo "Khān"). L'ultimo Khān di Kalāt ebbe il privilegio di essere presidente del consiglio dei governanti dell'Unione degli Stati del Belucistan. 
| Regno                                                      | Nome |
| ---------------------------------------------------------- | --- |
| 1638-1666                                                  | Mīr Ḥasan Khān Mirwani Baloch 1° Wali di Kalāt |
| 1666–1667                                                  | Mīr Aḥmad Khān I Qambrani Baloch |
| 1695–1696                                                  | Mīr Meḥrab Khān Aḥmedzai Baloch |
| 1697–1713                                                  | Mīr Samandar Khān Aḥmedzai Baloch noto anche come Amīr al-Umarāʾ (Emiro degli Emiri)                                                                      |
| 1713–1714                                                  | Mīr Aḥmad Khān II Aḥmedzai Baloch |
| 1715–1730                                                  | Mīr ʿAbdullāh Khān Aḥmedzai Baloch noto anche come "Aquila delle Montagne"                                                                                |
| 1730–1749                                                  | Mīr Muḥabbat Khān Aḥmedzai Baloch |
| 1749–1794                                                  | Mīr Muhammad Naṣīr Khān I Aḥmedzai Baloch noto anche come "Nūri Naṣīr Khān il Grande"                                                                     |
| 1794–1831                                                  | Mīr Mahmud Khān I Aḥmedzai Baloch |
| 1831 - 13 novembre 1839                                    | Mīr Mehrab Khān II Aḥmedzai Baloch |
| 1839–1840                                                  | Mīr Shah Nawāz Khān Aḥmedzai Baloch |
| 1840–1857                                                  | Mīr Naṣīr Khan II Aḥmedzai Baloch |
| 1857 - marzo 1863                                          | Mīr Khudadad Khān Aḥmedzai Baloch (1ª volta) durante il suo periodo di governo, scoppiarono sette ribellioni di notevole portata ed altre minori.         |
| marzo 1863 - maggio 1864                                   | Mīr Sherdil Khān Aḥmedzai Baloch (usurpatore) |
| maggio 1864 - 15 agosto 1893                               | Mīr Khudadad Khān Aḥmedzai Baloch (2ª volta) |
| 10 novembre 1893 - 3 novembre 1931                         | Mīr Maḥmūd Khān Aḥmedzai Baloch II |
| 3 novembre 1931 - 10 settembre 1933                        | Mīr Moḥammad ʿAẓam Jan Khān Aḥmedzai Baloch |
| 10 settembre 1933 - 14 ottobre 1955                        | Mir Aḥmad Yar Khān Aḥmedzai Baloch (1ª volta); il Paese diventa indipendente il 5 agosto 1947, ma è costretto a fondersi con il Pakistan il 30 marzo 1948 |
| Khān di Kalāt post-unione col Pakistan (governo fantoccio) | |
| 20 giugno 1958-1958                                        | Mīr Aḥmad Yar Khān Aḥmadzai Baloch (2ª volta), |
| 1979 -                                                     | Mīr Suleymān Dāwūd Jan (in esilio in Galles) |